# Karia (Tétouan)
Pour les articles homonymes, voir Karia.
Karia est une ville du Maroc qui constitue le centre urbain de la commune rurale de Jbel Lahbib. Elle est située dans la province de Tétouan (région de Tanger-Tétouan).
En 2004, sa population était de 1 100 habitants.